# Naturschutzgebiet Uhlenbruch

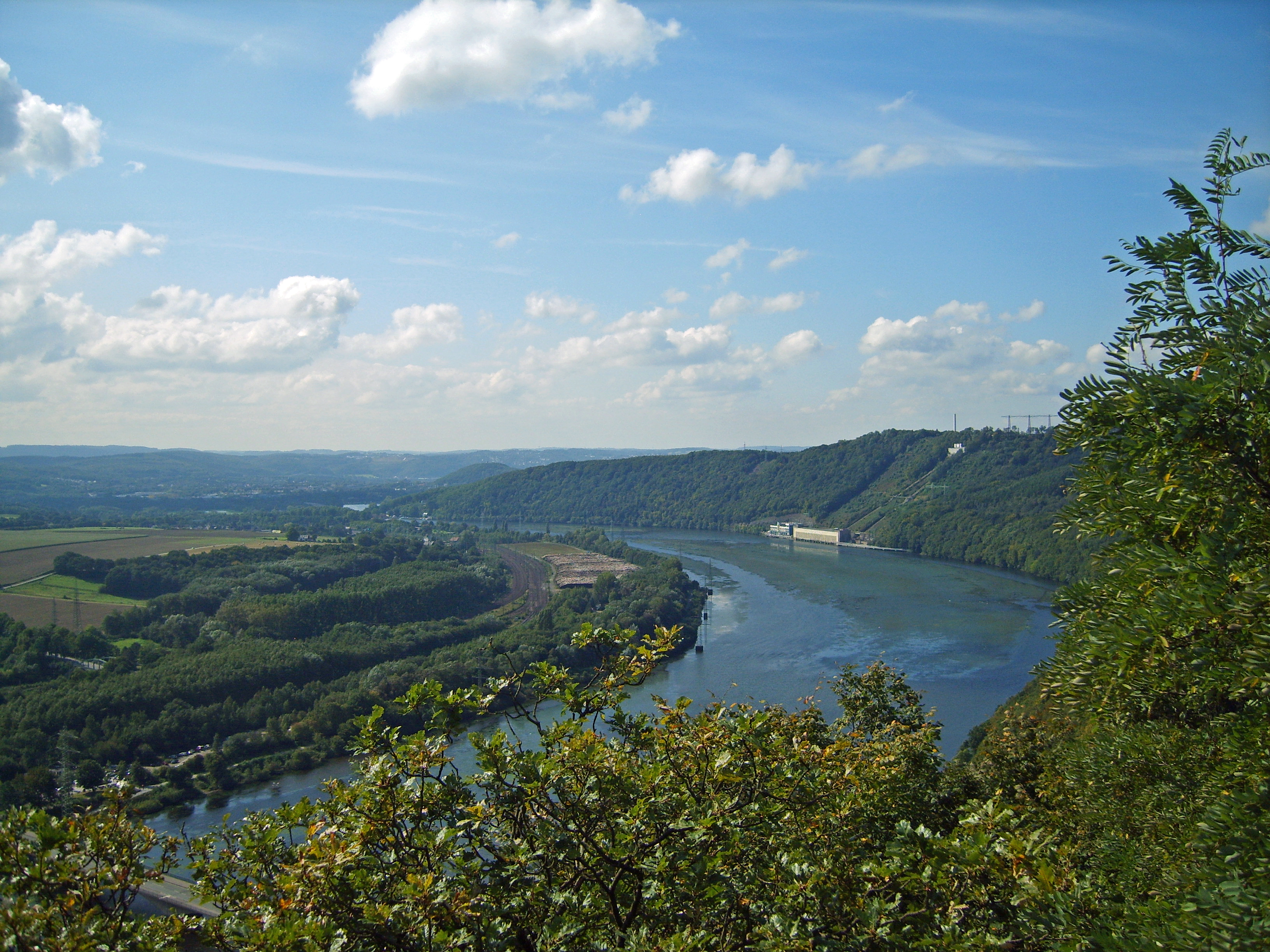
Naturschutzgebiet Uhlenbruch (s. Markierung im Bildbetrachtungsprogramm)

Das Naturschutzgebiet Uhlenbruch mit einer Flächengröße von 15,37 ha befindet sich auf dem Gebiet der kreisfreien Stadt Hagen in Nordrhein-Westfalen. Das Naturschutzgebiet (NSG) wurde 1994 mit dem Landschaftsplan der Stadt Hagen vom Stadtrat von Hagen ausgewiesen. Es liegt im Stadtteil Bathey. Das NSG liegt zwischen Hengsteysee und A 1. Im Norden grenzt der Rangierbahnhof Hengstey an. Sonst grenzen meist landwirtschaftliche Flächen an. Daneben auch ein Umspannwerk, eine Kläranlage und eine Kleingartenanlage.

## Gebietsbeschreibung
Im NSG umfasst einen Waldbereich mit Auen- und Bruchwäldern und Teichen. In der Pflanzenwelt findet man von offenen Zweizahnfluren über Großseggenrieder, Röhrichte bis zum Bruchwald. Es kommen Arten wie Großer Wiesenknopf, Wassergreiskraut, Wiesenraute, Sumpf-Sternmiere, Breitblättriges Knabenkraut, Wasserschwaden, Ähriges Tausendblatt, Froschbiss, Teichschachtelhalm, Wasserstern, Krebsschere vor. Das NSG hat Bedeutung für brütende, überwinternde, durchziehende und Nahrung suchende Vögel wie Teichhuhn, Knäkente, Limikolen, Tauch- und Schwimmenten und Graureiher. In den Teichen kommen Wasserfrosch, Teichmolch, Bergmolch und Kammmolch vor.

## Schutzzweck
Das NSG wurde zur Erhaltung und Wiederherstellung von Lebensgemeinschaften oder Lebensstätten bestimmter wildlebender Pflanzen- und wildlebender Tierarten sowie zur Erhaltung und Entwicklung überregional bedeutsamer Biotope seltener und gefährdeter sowie landschaftsraumtypischer wildlebender Pflanzen- und wildlebender Tierarten von europäischer Bedeutung als Naturschutzgebiet ausgewiesen.

## Verbote und Gebote im NSG
Im NSG ist die forstliche Bewirtschaftung der Auen- und Bruchwälder und die forstliche Bewirtschaftung der Eichenmischwälder
mit Ausnahme der Einzelstammentnahme verboten. Für das NSG wurden eine Reihe spezieller Gebote erlassen. Zu den Geboten gehört die Umwandlung des standortfremden Pappelforstes in bodenständige Gehölze.